# Tūrangi

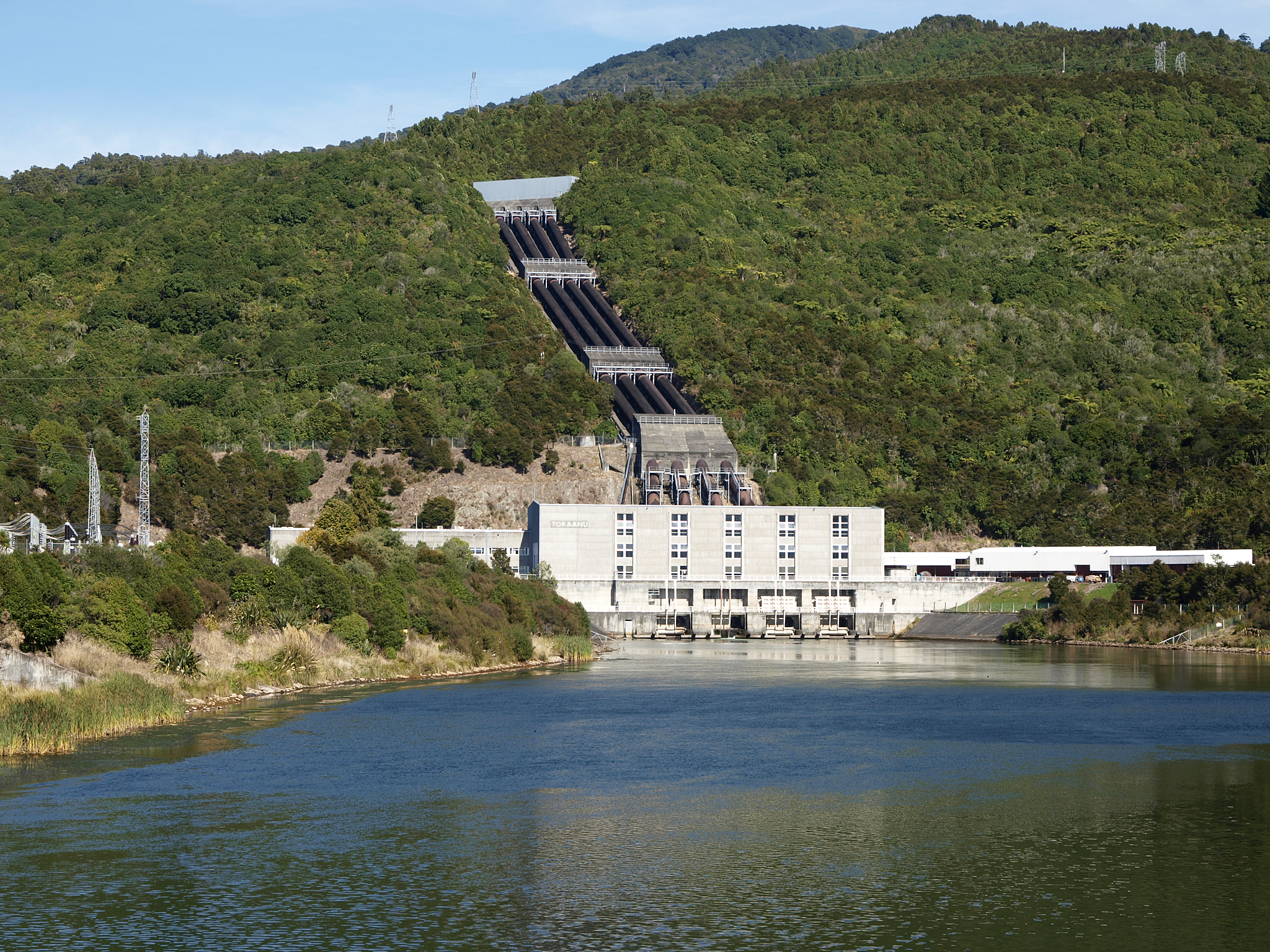
Tokaanu Power Station, erbaut von 1966 bis 1973

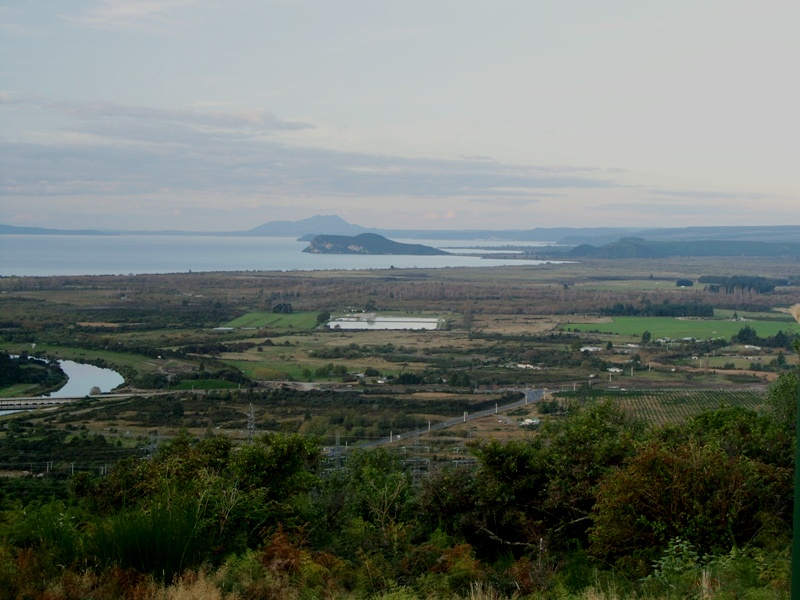
Östlicher Lake Taupō, von Tūrangi bis Taupō

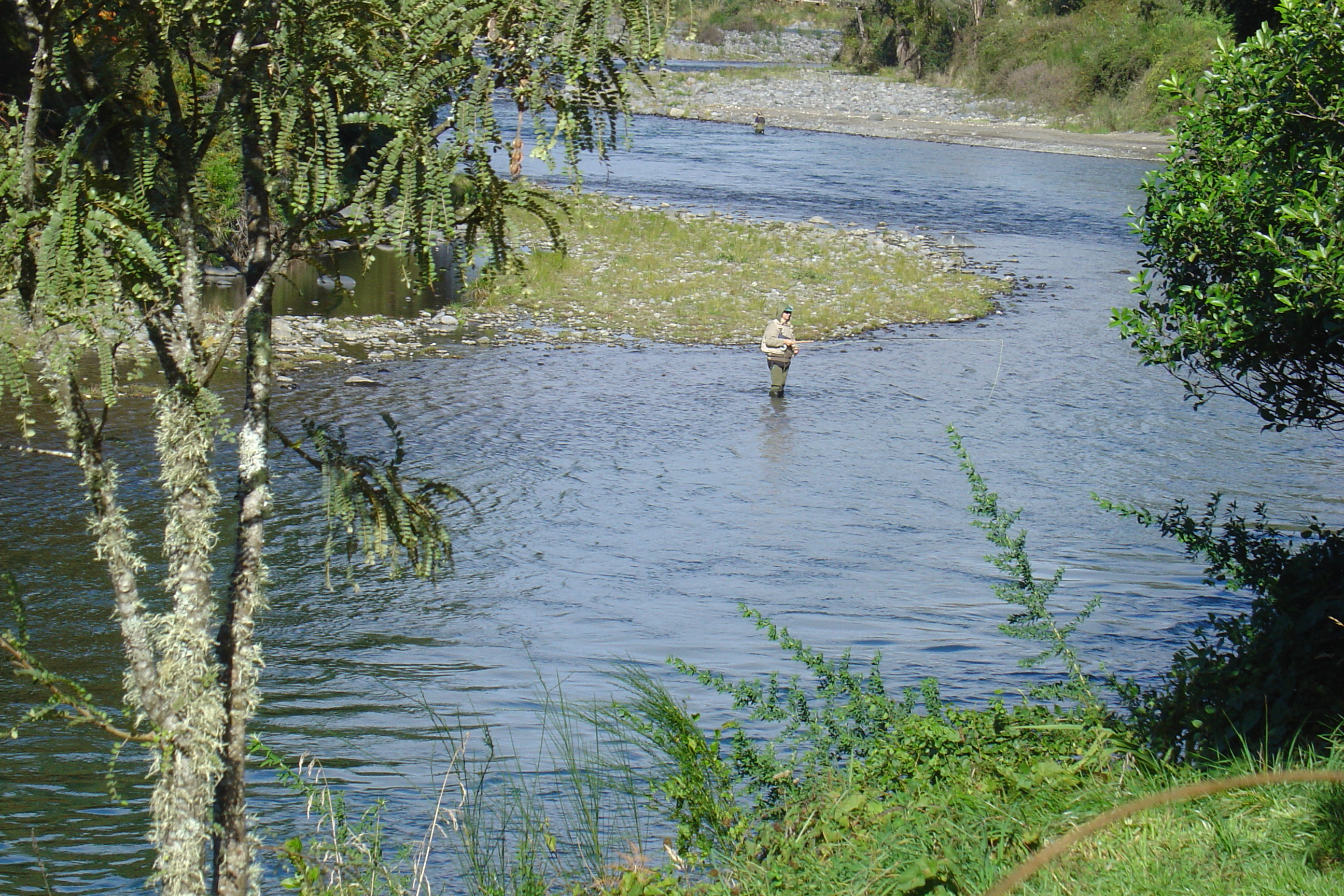
Angeln im Tongariro River

Tūrangi ist eine Kleinstadt im Taupō District der Region Waikato auf der Nordinsel von Neuseeland.

## Geographie
Die Stadt befindet sich rund 22 km nordöstlich des Vulkans Tongariro und rund 40 km südwestlich von der Stadt Taupō am Westufer des Tongariro River, der rund 6 km nordnordwestlich des Stadtzentrums in den Lake Taupō mündet. Durch die Stadt führt der New Zealand State Highway 1, der aus der Hochebene des Central Volcanic Plateau und dem Rangipo Desert kommend den östlichen Teil der Stadt durchläuft, um das Ostufer des Lake Taupō passierend die Stadt Taupō zu erreichen. Innerhalb der Stadt zweigt der New Zealand State Highway 41 nach Nordwesten ab.

## Geschichte
Das Gebiet um Tūrangi war ursprünglich von den Ngāti Tūwharetoa besiedelt, die Nachfahren der Seefahrenden des Arawa Waka waren, die von dem mythischen Hawaiki aus nach Neuseeland kamen. Sie hatten in dem Gebiet zahlreiche Siedlungen.
In den 1830er Jahren erreichten die ersten Europäer die Gegend um Tūrangi. Doch die Stadt entstand erst während des Baus der Staudämme und Wasserkraftwerke am Tongariro River, als Unterbringung für die Arbeiter und ihrer Familien. Die Stadt sollte danach als kleines Dienstleistungszentrum für das Forstwirtschaftsgebiet südlich des Lake Taupo und für den Tourismus genutzt werden.
In den 1920ern wurden in der Gegend wegen der isolierten Lage zwei Gefängnisfarmen in Rangipo and Hautu eröffnet.

## Bevölkerung
Zum Zensus des Jahres 2013 zählte der Ort 2952 Einwohner, 8,9 % weniger als zur Volkszählung im Jahr 2006. Beim Zensus 1996 waren es noch 3744 Einwohner und 2001 noch 3441 Einwohner. Damit verzeichnet die Stadt über die letzten 17 Jahre einen kontinuierlichen Rückgang der Einwohnerzahlen. Turangi ist nach Taupo die zweitbevölkerungsreichste Stadt des Taupo-Distrikts. In den 1970er Jahren erreichten die Bevölkerungszahl mit um die 9000 Einwohner ihren Höhepunkt. Seit Abschluss der Arbeiten an einem Staudammprojekt in den 1980er Jahren sank die Bevölkerungszahl aber kontinuierlich und wurde wegen der für den Tourismus günstigen Lage ein wenig ausgeglichen.
Das wichtigste Hapū (eine Untergruppe eines Iwi der Māori) des Gebietes Tūrangi ist der Stamm der Ngāti Tūrangitukua.

## Wirtschaft
Tourismus und Forstwirtschaft sind die Haupterwerbszweige der Stadt, hinzu kommen das Department of Corrections mit zwei Gefängnissen, der Energieversorger Genesis Energy und das Department of Conservation als Hauptarbeitgeber und die Landwirtschaft des Umlandes.

## Das Wasserkraftprojekt am Tongariro
In den 1950er Jahren stieg der Energiebedarf wegen der schnellen Industrialisierung Neuseelands rasch an. Deshalb entwickelte man ein Projekt zur Gewinnung von Wasserkraft am Tongariro River, das Tongariro Power Scheme. Die Bauarbeiten begannen Ende 1964. Die Regierung investierte bis Mai 1966 16 Mio. NZ$. Bis dahin erreichte die Bevölkerungszahl in Tūrangi 2500, im Jahre 1968 mit 6500 Einwohnern ihr Maximum. Eine Modellstadt mit geschwungenen Straßen, Sackgassen, gleichförmigen Häusern, Parkplätzen und einem zu Fuß erreichbaren Einkaufszentrum entstand. Der Verkehr der Hauptverkehrsachse wurde von der Stadt selbst getrennt.
Eine PR-Broschüre des Ministry of Works von 1969 beschrieb Tūrangi als eine gefällige und attraktive Stadt mit 5000 Einwohnern, die ein ausgewogenes Gemeinschaftsleben biete. Die Broschüre listete die Einrichtungen, Läden und Dienstleistungen der Stadt auf. Nachdem das Projekt Ende der 1970er Jahre abgeschlossen war, begannen das Ministry of Works und andere Regierungsstellen Grundstücke im Stadtgebiet zu verkaufen.
1989 wandten sich die Ngāti Tūrangitukua vor dem Waitangi Tribunal (Wai 84) gegen diese Verkäufe. Die Anhörungen fanden in einem Eilverfahren zwischen April und Oktober 1994 statt. Im September 1995 veröffentlichte das Tribunal seinen Bericht. Darin werden zahlreiche Verstöße der Krone gegen die Prinzipien des Vertrages von Waitangi festgestellt. Unter anderem wurde festgestellt, dass
- die Krone Māori-Land in Tūrangi West enteignete und bebaute, obwohl Kronland in Tūrangi East ausreichend verfügbar war
- die Krone die Ngāti Tūrangitukua bei den Entscheidungen zum Bau der Stadt nicht hinreichend beteiligt habe
- die Krone für die Stadt mehr Land in Anspruch genommen wurde, als zuvor versprochen.
- die Krone Land für wirtschaftliche Zwecke für 10–12 Jahre befristet gepachtet, anschließend aber dauerhaft einbehalten hat
- heilige Stätten der Māori (Wahi tapu) beim Bau zerstört und beschädigt wurden
- für das Land keine ausreichender Ausgleich bezahlt wurde
- der Naturschutz nicht ausreichend beachtet wurde
- die Krone den Ngati Turangitukua nicht den als Ureinwohner des Landes gebührenden Respekt zollte
- die Gesetze, auf die sich die Krone bei der Landnahme berief (Public Works Act von 1928, Turangi Township Act von 1964) mit den grundlegenden Garantien des Artikel II des Treaty of Waitangi unvereinbar sind. Dieser Artikel regelt, dass die Māori ihr Land generell behalten dürfen, bis sie selbst beschließen, es zu verkaufen.

Das Tribunal stellte fest, dass die Ngāti Tūrangitukua als Ergebnis des Vertragsbruches der Krone einen großen Teil ihres angestammten Landes verloren haben und ihre soziale und wirtschaftliche Existenzgrundlage stark beeinträchtigt worden sei.
Im Juli 1998 verhandelten die Krone und Ngāti Tūrangitukua, um die Angelegenheit beizulegen und die dauerhaften Spannungen zu beenden. Am 26. September 1998 erreichte man eine Übereinkunft.
1999 wurde zu diesem Zweck der Ngati Turangitukua Claims Settlement Act 1999 verabschiedet. Dieses Gesetz ist einerseits eine Entschuldigung für das an den Māori verübte Unrecht, andererseits regelt es Ausgleichsmaßnahmen.

## Tourismus
Touristische Aktivitäten der Gegend umfassen Jagd, Fischen, Mountainbiking, Wandern, Rafting und Kajakfahren.
Das Angeln von Forellen wird in Tūrangi besonders herausgestellt, nennt sich die Stadt doch „The trout fishing capital of the world“ („Die Welthauptstadt der Forellenfischerei“).